# Сет-Иль
Сет-Иль (фр. Sept-Îles), ранее (до 1970) также известный как Севен-Айлендс (англ. Seven Islands)) — город в Восточной Канаде, в провинции Квебек, на южном берегу полуострова Лабрадор. Это последний крупный город-порт с европейским населением на северном побережье залива Святого Лаврентия в округе Кот-Нор, имеющий также постоянное автомобильное сообщение с остальными регионами провинции.

## Географическое положение
Расположен напротив архипелага из семи островов, которые дали первоначальное наименование данному населённому пункту. До ближайшего населённого пункта Бе-Комо — 230 километров.

## Население
- 1951 — 2 тыс.
- 1961 — 14 тыс.
- 1971 — 24 тыс.
- 1981 — 31 тыс.
- 2006 — 25 514

Основное население острова — франкоканадцы. Основной язык — французский.

## Хозяйственное значение
Порт на Атлантическом океане (26 млн т в 1973 году; второй по грузообороту в стране)[уточнить]. Возник в связи с освоением железорудных месторождений центрального Лабрадора, руда с которых вывозится из Шеффервилла по железной дороге.